# Cryptospiza
Cryptospiza (bergastrilden) is een geslacht van zangvogels uit de familie prachtvinken (Estrildidae).

## Soorten
Het geslacht kent de volgende soorten:
- Cryptospiza jacksoni  – Jacksons bergastrild
- Cryptospiza reichenovii  – Reichenows bergastrild
- Cryptospiza salvadorii  – Salvadori's bergastrild
- Cryptospiza shelleyi  – Shelleys bergastrild